# Leierplattfische
Die Leierplattfische (Citharidae) (Lat.: cithara = Zither) sind eine Familie der Plattfische (Pleuronectoidei). Sie leben im Mittelmeer, im Indischen Ozean und im westlichen Pazifik von Japan bis Australien auf schlammigen Meeresböden.

## Merkmale
Die Arten der Familie erreichen Längen von 14 bis 36 Zentimeter. Ihre gleichförmigen Bauchflossen werden von einem Flossenstachel und fünf Weichstrahlen gestützt. Die Flossenbasis der Bauchflossen ist kurz. Die Brustflossen sind gut entwickelt. Die Kiemenreusenstrahlen sind an der Basis nicht zusammengewachsen. Auf der Bauchseite ist die hintere Nasenöffnung vergrößert. Der Kiemendeckel und der Rumpf sind dicht mit relativ großen Schuppen bedeckt. Der Ansatz der Rückenflosse liegt auf der Höhe des hinteren Nasenlochs der Blindseite. Ein Seitenlinienorgan ist auf beiden Seiten vorhanden. Der Anus befindet sich auf der Augenseite.

## Gattungen und Arten
Es gibt sieben Arten in vier Gattungen:
- Gattung Brachypleura (Günther, 1862)
  - Brachypleura novaezeelandiae (Günther, 1862)
- Gattung Citharoides (Hubbs 1915)
  - Citharoides axillaris (Fowler, 1934)
  - Citharoides macrolepidotus (Hubbs, 1915)
  - Citharoides macrolepis (Gilchrist, 1904)
  - Citharoides orbitalis (Hoshino, 2000)
- Gattung Citharus (Artedi 1793)
  - Citharus linguatula (Linnaeus, 1758)
- Gattung Lepidoblepharon (Weber 1913)
  - Lepidoblepharon ophthalmolepis (Weber, 1913)